# Carlos Alarcón
Carlos Hernández Alarcón (ur. 15 września 1990 w Jaén) – hiszpański piłkarz występujący na pozycji obrońcy w AD Ceuta.